# Treffpunkt Weltkirche
Treffpunkt Weltkirche ist ein internationaler Kongress, der erstmals 2004 stattfand. Veranstalter ist das internationale katholische Hilfswerk Kirche in Not. Neben Informationsbeiträgen und Gesprächspodien wird die Veranstaltung durch Heilige Messen, gemeinsame Gebete und der Anbetung Jesu im Allerheiligsten Sakrament geprägt. Fester Programmpunkt ist zudem ein Kinderkongress. Zu den Gästen der Kongresse zählen Bischöfe, Missionare, Künstler, Wissenschaftler sowie Schriftsteller aus vier Kontinenten.
Treffpunkt Weltkirche ist als Tagung nicht zu verwechseln mit der ähnlich klingenden Konferenz Weltkirche. 

## Kongresse
- 1. Internationaler Kongress vom 5. bis 7. März 2004 in Augsburg[1]
- 2. Internationaler Kongress vom 10. bis 12. März 2006 in Augsburg unter dem Leitwort: „Steht auf, habt keine Angst!“ (Mt 17,7)[2]
- 3. Internationaler Kongress vom 11. bis 13. April 2008 in Augsburg unter dem Leitwort „Zeit, vom Schlafe aufzustehen“ (Röm 13,11)[3]
- 4. Internationaler Kongress vom 18. bis 20. März 2011 in Würzburg unter dem Leitwort „Lasst Euch vom Geist entflammen – ein neues Pfingsten für die Kirche“ (Röm 12,11)[4]
- 5. Internationaler Kongress vom 12. bis 15. März 2015 in Würzburg unter dem Leitwort „Ihr werdet die Kraft des Heiligen Geistes empfangen, der auf euch herabkommen wird; und ihr werdet meine Zeugen sein bis an die Grenzen der Erde“ (Apg 1,8)[5]